# 罗克斯海姆
罗克斯海姆是德国莱茵兰-普法尔茨州的一个市镇。总面积5.94平方公里，总人口2378人，其中男性1143人，女性1235人（2011年12月31日），人口密度400人/平方公里。